# 조직 창립자

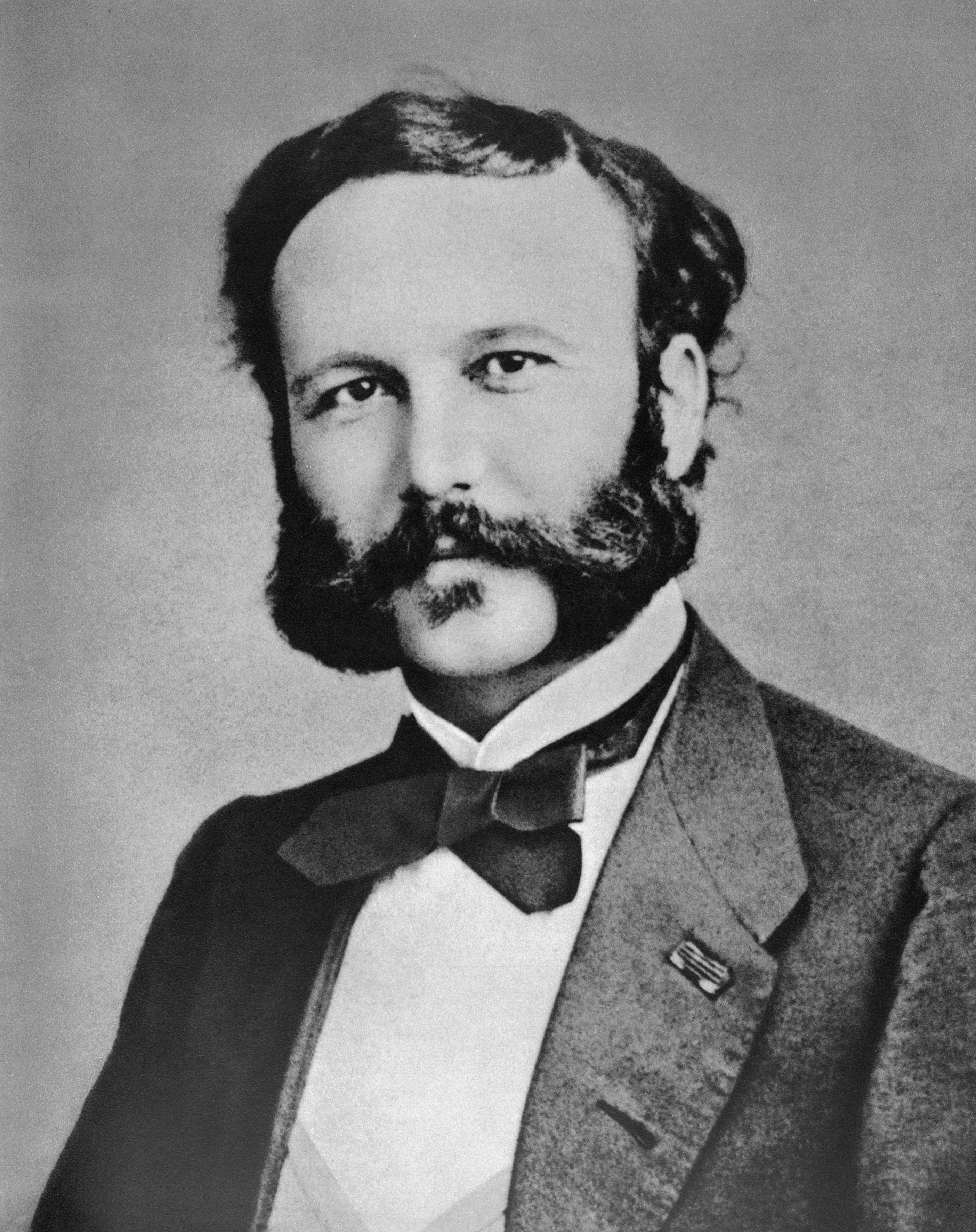
적십자 공동 창립자 앙리 뒤낭

조직 창립자는 기업, 자선 단체, 관리 기관, 학교, 연예인 그룹 또는 기타 유형의 조직이든 관계없이 새로운 조직을 만드는 데 필요한 구성 작업의 일부 또는 전부를 수행한 사람이다. 창립자가 여러 명인 경우 각각을 공동 창립자라고 할 수 있겠다. 조직이 기업인 경우 창립자는 일반적으로 기업가이다. 자선 활동을 수행하기 위해 조직을 설립한 경우 일반적으로 설립자는 자선가로 간주된다.

## 창립자 신분으로 발생하는 문제
창립자의 신분과 관련하여 여러 가지 구체적인 문제가 확인이 되었다. 조직의 창립자는 해당 조직과 너무 밀접하게 동일 시 되거나 조직 운영에 너무 깊이 관여하여 조직이 창립자의 존재 없이는 존재하기 어려울 수 있다. "창립자에 대한 심한 의존에 대처하는 실용적인 방법 중 하나는 다른 사람들이 중요한 운영을 분명히 책임지도록 관리 일을 나누는 것이다. 창립자가 비영리 단체 이사회에 속해 있는 경우 해결책의 일부는 이사회가 다양하고, 균형 있고, 그리고 정기적으로 새로운 인력을 투입하게 한다".

### 법적 지위
미국 증권 규제의 규정에서는 공동 창업자를 규정 D에 따른 "발기인"으로 간주한다. 미국 증권거래위원회의 "발기인" 정의에는 다음이 포함된다: (i) 혼자 낱으로 행동하거나 한 명 이상의 다른 사람과 협력하여 발행인의 사업이나 기업을 설립하고 조직하는 데 직접 또는 간접적으로 주도권을 갖는 사람. 그러나 모든 발기인이 공동 창업자는 아니다. 사실, 누군가를 공동 창업자로 만드는 것에 대한 공식적, 법적 정의는 없다. 자신을 공동창업자라고 부를 수 있는 권리는 동료 공동창업자와의 합의나 스타트업 회사의 이사회, 투자자, 주주의 동의를 거쳐 성립될 수 있다. 주주협약 등 최종 합의가 없는 경우 공동 창업자가 누구인지에 대한 분쟁이 발생할 수 있다.

### 창립자 명예
일부 조직은 완전히 상징적인 직위 또는 이사회의 영구 직위와 같은 일부 권한을 가진 직위로 명예 창립자 직위를 확립하여 창립자와의 관계를 유지한다. 그러한 합의의 단점은 창립자가 조직의 리더로서 자신을 대체한 사람과 충돌할 일이 있을 수 있고 그러한 갈등이 이사회 구성원으로서 명예 창립자의 성과에 영향을 미칠 가능성이 있다는 것이다.

### 창업자의 굴레
어떤 경우에는 창업자가 조직에 대한 통제권을 유지하려는 욕구가 문제가 되기도 하는데, 이는 창업 조직이 성공하면 "창업자 또는 창업자 주변의 소규모 팀이 통제할 수 있는 능력을 뛰어넘기 때문"이다. 하버드 비즈니스 리뷰는 이 문제를 창업자의 굴레로 식별하며, 대부분의 성공적인 회사에서 창업자는 회사 설립 후 처음 몇 년 이내에 투자자에 의해 통제에서 밀려난다는 점을 강조했다. 어떤 경우에는 회사에 여러 명의 창립자가 있을 수 있으며 회사가 발전함에 따라 이러한 창립자 간의 불일치가 갈등의 주요 원인이 될 수 있다. 자금 조달 문제, 갑작스러운 시장 폐쇄, 올바른 팀 부재 또는 열악한 확장 계획과 같이 회사의 성공 능력에 영향을 미치는 스타트업 창업자의 성격과 전문적 칭찬 외에도 요인이 있다.

### 잊혀진 창업자
또 다른 문제는 잊혀진 창업자, 즉 기업 형성 초기에 참여했지만 기업이 성공하기 전에 퇴사하거나 쫓겨난 후 형평성, 지적재산권 또는 기타 성공의 결실에 대한 법적 권리를 주장하기 위해 돌아오는 사람에 대한 문제이다. 이 문제를 피하려면 기업이 "일찍 통합 하고 시간이 지남에 따라 가득될 주식을 발행"하는 것이 좋다."

## 같이 보기
- 창립자 증후군

## 참고자료
1. 1 2  Pakroo, Peri (2015). 《Starting & Building a Nonprofit: A Practical Guide》 6판. Berkeley, Calif: Nolo. 87쪽. ISBN 978-1413320886.
2. ↑  Securities and Exchange Commission (2008년 9월 12일), “Guide to Definitions of Terms Used in Form D”, 《SEC.GOV》, 2014년 7월 1일에 확인함
3. ↑  Lora Kolodny (2013년 4월 30일). “The Other Credit Crisis: Naming Co-Founders”. 《Wall Street Journal》. 2014년 7월 1일에 확인함.
4. ↑  Katie Fehrenbacher (2009년 6월 14일). “Tesla Lawsuit: The Incredible Importance of Being a Founder”. 《Giga Om》. 2014년 7월 5일에 원본 문서에서 보존된 문서. 2014년 7월 1일에 확인함.
5. ↑  Atkins, Betsy (2019). 《Be Board Ready: The Secrets to Landing a Board Seat and Being a Great Director》. NEWTYPE Publishing. 84쪽. ISBN 978-1949709339.
6. ↑  White, Colin (2004). 《Strategic Management》. Basingstoke, Hampshire: Palgrave Macmillan. 445쪽. ISBN 9781403904003.[깨진 링크(과거 내용 찾기)]
7. ↑  Noam T. Wasserman, "The Founder's Dilemma", Harvard Business Review (February 2008).
8. ↑  Shah, Dharmesh (2019) [2010]. 〈Avoid Co-Founder Conflict〉.   Cohen, David; Feld, Brad. 《Do More Faster: Techstars Lessons to Accelerate Your Startup》. Hoboken, New Jersey: John Wiley & Sons. 67쪽. ISBN 9781119583288.
9. ↑  Kronenberger, Craig (2021년 8월 20일). “The Top 10 Entrepreneurial Mistakes that Startup Studios Help Address”. 《Startup Studio Insider》 (영어). 2022년 2월 27일에 확인함.
10. 1 2  Constance E. Bagley, Managers and the Legal Environment: Strategies for the 21st Century (2012), p. 650.

## 추가 읽기
- 창업자의 굴레: 스타트업을 침몰시킬 수 있는 함정을 미리 알고 피하는 방법
- 창업자의 굴레: 당신이 진짜로 원하는 것은 무엇입니까? 권력인가, 돈인가?